# Sauteuse (danse)
Pour l’article homonyme, voir Sauteuse.
Ne doit pas être confondu avec Sautière.

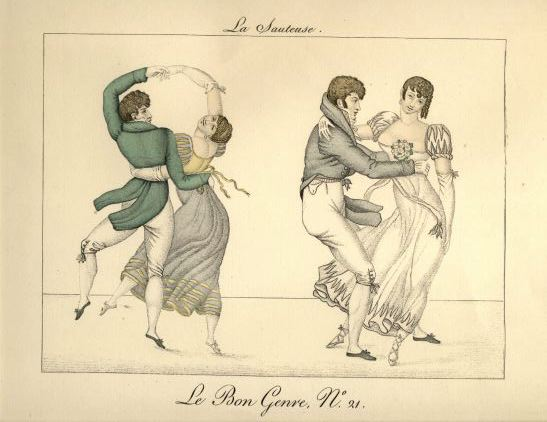
La sauteuse, extraite du Bon Genre (1806).

La sauteuse est une danse de couple en usage en France au début du XIXe siècle, sous le Premier Empire, que l'on dansait généralement dans les bals après la valse.
Elle consiste à sauter d'un pied sur l'autre, tout en tournant, le cavalier tenant sa dame enlacée par la taille.
G. Desrat, dans son Dictionnaire de la danse (1895) indique qu'à la fin du XIXe siècle, elle était devenue « l'apanage de tous les mauvais valseurs »...
En Franche-Comté, la sauteuse était connue de Lons-le-Saunier à Vesoul.